# Chiến tranh Tần-Ba-Thục (316 TCN)
Chiến tranh Tần-Ba-Thục (316 TCN) là cuộc chiến tranh diễn ra vào giữa thời Chiến Quốc trong lịch sử Trung Quốc với sự tham gia của bốn quốc gia là Tần, Ba và Thục và Tư (苴).
Hai nước Ba và Thục nằm ở miền đất hẻo lánh phía tây Trung Quốc, cách xa với các chư hầu ở Trung Nguyên, trong khi nước Tần cũng thuộc vùng phía tây nhưng gần với Trung Nguyên hơn. Sau khi thi hành biến pháp Thương Ưởng, thế lực của Tần trở nên lớn mạnh, nhiều lần xảy ra xung đột với Thục, lấn sâu vào biên giới nước Thục, tiến vào khu vực sông Hán Thủy.
Sau khi liên tiếp giành được thắng lợi trước các nước chư hầu ở Trung Nguyên, nước Tần có kế hoạch tiêu diệt Ba, Thục để mở rộng lãnh thổ.
Năm 316 TCN, hai nước Ba và Thục xảy ra xung đột. Thục vương cử quân đánh chiếm nước Tư, đồng minh của Ba. Tư hầu sai sứ đến nước Ba cầu cứu. Hai bên giao tranh với nhau. Nước Ba cử sứ đến Tần khuyên vua Tần cử binh giúp, trong khi đó vua Thục cũng đến xin cầu cứu. Tần Huệ Văn vương muốn nhân cơ hội đó, xuất quân vào Ba Thục, nhưng ngại đường sá hiểm trở, nhỏ hẹp khó đi, cùng với việc quân nước Hàn đến xâm lấn. Tướng quốc Trương Nghi bàn nên đánh quân Hàn trước, rồi kết thân với Ngụy, Sở, tiến thẳng tới diệt nhà Chu để mượn lệnh của thiên tử ra lệnh cho chư hầu, làm nên nghiệp bá. Song quan tư mã nước Tần là Tư Mã Thác lại bàn rằng nếu làm theo kế của Nghi thì chỉ mang tiếng là tham lam, chi bằng đem quân đánh diệt Thục, có thể mở đất, lại được tiếng tốt là trừ bạo.
Vua Tần Huệ Văn nghe theo kế hoạch của Tư Mã Thác, sai Tư Mã Thác, Trương Nghi và Đô úy Mặc tiến quân vào vùng đất Ba Thục, mười tháng sau thì chiếm được cả Ba, Thục lẫn Tư, bắt được vua nước Ba. Nước Thục đành phải đầu hàng, đổi tước hiệu từ vương xuống hầu. Nước Tần cử Trần Trang (người Tần) ở lại Thục làm tướng quốc, nhưng không lâu sau thì phế, đưa công tử Thông làm Thục hầu. cử Trương Nhược làm Thái thú Thục quận và tổ chức di dân ở vùng Quan Trung vào Ba Thục lập nghiệp, xây dựng "Đại thành" và "Thiếu thành" tại Thành Đô.
Với việc tiêu diệt Ba, Thục, lãnh thổ của nước Tần đã được mở rộng đáng kể, tạo được chỗ đứng vững ở phía tây, uy hiếp nước Sở. Thêm nữa, việc chiếm được nguồn tài nguyên của vùng đất Ba Thục cũng giúp nước Tần mau chóng giàu mạnh, phong phú, tiến lên lấn át các chư hầu.